# Drogenwischtest

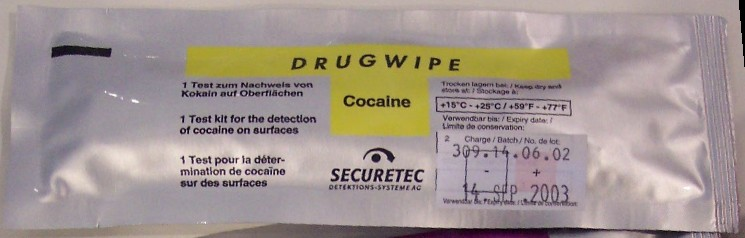
Drogenwischtest drugwipe

Ein Drogenwischtest ist ein einfach zu handhabendes Verfahren, um Personen auf den Konsum von Drogen oder den Kontakt zu diesen zu testen. Der Test kommt als Drogenschnelltest bei Kontrollen des Zolls, bei Verkehrskontrollen der Polizei ebenso wie bei der Bundeswehr, bei der Bundespolizei, in Gefängnissen, aber auch in Schulen und privaten Unternehmen weltweit zum Einsatz.

## Durchführung
Beim Speicheltest, der inzwischen meistverbreiteten Testform, wird die Zunge beprobt. Beim Schweißtest, wird mit dem Probenehmer über die Stirn der zu testenden Person gestrichen. Färben sich sowohl Kontroll- als auch Testlinie rot, so ist der Drogentest positiv, das heißt, es wurden Drogen konsumiert. Es gibt Einzeltests spezifisch für je eine Droge. Meist eingesetzt sind Mehrfachtest für den gleichzeitigen Nachweis von Cannabis, Amphetaminen, Kokain, Opiaten, Methadon oder Benzodiazepinen. Die Testlinie zeigt an welche Drogenart erkannt wurde. Der Nachweis von Drogenspuren an Handflächen ist ebenfalls möglich, um den Kontakt bzw. Handel mit bestimmten Substanzen zuverlässig zu erkennen.

## Funktionsweise
Es handelt sich um ein immunologisches Testverfahren (Immunoassay). Auf dem Streifen befinden sich Antikörper, die hochspezifisch nur zu Bestandteilen der unterschiedlichen Drogenarten passen. Befinden sich diese Bestandteile im Schweiß oder Speichel der Testperson, so erfolgt die oben beschriebene Farbreaktion und rote Linien werden sichtbar. Gemeinsames Grundprinzip der Erkennung und damit des Nachweises eines Analyten ist die Bindung eines Antigens an einen Antikörper (Schlüssel-Schloss-Prinzip). Zahlreiche Feldtests dokumentieren, dass dieses sensitive  Erkennungsprinzip für Drogentests funktioniert.

## Zuverlässigkeit
Drogenwischtests werden seit Ende der 1990er Jahre in vielen Ländern weltweit eingesetzt. Es existieren daher sowohl viele praktische Erkenntnisse als auch zahlreiche Studien zur Zuverlässigkeit. Nachfolgend einige Ergebnisse aus der entsprechenden forensischen bzw. toxikologischen Forschung der letzten Jahre, die alle in etablierten Magazinen veröffentlicht wurden.
Im EU-Projekt DRUID (Driving Under the Influence of Drugs) bewerteten Polizisten und Wissenschaftler aus 36 Instituten und 18 Ländern die meistverbreiteten Drogenwischtests für Speichel. Die intensiven Studien von 2006 bis 2009 konnten nachweisen, dass bei den eingesetzten Tests Sensitivität, Spezifität und Zuverlässigkeit (Beurteilung eines Klassifikators) je mit Werten deutlich über 90 % erreichbar sind. Jedoch gibt es auch kritische Ergebnisse und Zuverlässigkeitswerte einzelner Hersteller nur im Bereich von 70 bis 85 %.